# Каринелли, Паола
Паола Каринелли (итал. Paola Carinelli, род. 1 апреля 1980, Брешия) — итальянский политик, депутат Палаты депутатов Италии от Движения пяти звёзд.

## Биография
Окончила Миланский университет по специальности «языковое посредничество». Избрана в Палату депутатов 6 марта 2013 года по итогам парламентских выборов от III избирательного округа Ломбардия. Выиграла голосование на пост главы фракции, опередив в борьбе Массимо Артини. Была инициатором импичмента президенту Италии Джорджо Наполитано.
25 июня 2014 года Паола Каринелли была назначена главой фракции Движения пяти звёзд в Палате депутатов. С 14 января 2015 года работает в IX комиссии (по транспорту, почте и телекоммуникациям).